# Sidusa unica
Sidusa unica är en spindelart som beskrevs av Kraus 1955. Sidusa unica ingår i släktet Sidusa och familjen hoppspindlar. Inga underarter finns listade i Catalogue of Life.